# Muntiacus
Muntjacs
Genre
Statut CITES
Répartition géographique
Muntiacus est un genre de cervidés du sud-est de l'Asie et de l'Asie de l'Est, appartenant à la famille des Muntiacinae. Les espèces de ce genre sont plus communément appelées muntjacs ou encore cerf aboyeur, du fait de leur cris spécifique semblable à un aboiement, bien que ce second nom soit à l'origine surtout utilisé pour désigner le Muntjac indien.
Une espèce, le Muntjac de Reeves, a aussi été introduite ailleurs dans le monde, comme en Europe, notamment en Grande-Bretagne.

## Étymologie
Le nom actuel est un emprunt de la forme romanisé du néerlandais muntjak, qui a été emprunté au soundanais mēncēk. La forme latine est apparue pour la première fois sous le nom de Cervus muntjac par le zoologiste et géographe Eberhard August Wilhelm von Zimmermann en 1780.
En langue chinoise, le mot muntjac peut se traduire comme « élément fort de la montagne », de par la capacité de résistance et d'adaptation de ces espèces à un milieu parfois rude. Au Viêt-Nam, la dénomination du mot signifie « cerf vivant dans la forêt épaisse et profonde ».

## Répartition et habitat
On retrouve les espèces de ce genre dans tout le sud-est de l'Asie, du Sri Lanka à Taïwan et à Bali, en passant par l'Inde, le Népal, le Pakistan (dans le nord-est), le Bangladesh, le Bhoutan, la Chine (dans le sud), la Birmanie, la Thaïlande, le Laos, le Vietnam, le Cambodge, la Malaisie, et l'Indonésie (Sumatra, Bornéo, Java, Bali et d'autres îles indonésiennes). Le Muntjac indien et le Muntjac de Reeves ont des aires de répartition étendues, mais plusieurs espèces ont des aires assez petites, ce qui les rend plus vulnérables.
Le Muntjac de Reeves a été introduit à plusieurs endroits à plusieurs moments en Europe, en premier lieu en Angleterre où  les populations férales se sont parfaitement adaptées au climat local. Aujourd'hui, on retrouve cette espèce dans presque tout le Royaume-Uni, mais aussi plus localement en France, aux Pays-Bas, en Belgique, en Irlande (les introductions respectives sont encore assez récentes par rapport à celle en Angleterre). Il a aussi été introduit en Amérique du Nord et on le trouve ainsi dans le sud-est des États-Unis, et localement au Japon.
Leur habitat, selon les espèces, comprend des zones de végétation dense, des forêts tropicales, subtropicales, tempérées et montagnardes humides. Ils restent généralement dans la forêt dense près des sources d'eau. Ils sont davantage présents dans les sous-bois riches et diversifiés et dans les forêts de feuillus. Certaines espèces peuvent s'accommoder d'un environnent plus ouvert comme les lisières de forêts ou de champs cultivés. Ils peuvent vivre dans des altitudes variées, du moment que des cours d'eau soient présents. Le Muntjac de Truong est répertorié de 400 à 1 000 mètres tandis que le Muntjac de Reeves est répertorié de 50 à 3500 mètres.

## Description
Les muntjacs sont des petits cervidés, apparentés au Cerf huppé, avec une taille moyenne d'environ 50 cm au garrot et un poids moyen de moins de 11 kg pour la plupart des espèces. Le Muntjac géant est la plus grande espèce tandis que le Muntjac de Truong Son est l'une des plus petites.
Ils ont une apparence voûtée, la croupe étant plus en hauteur que l'échine, et peuvent être confondus de loin avec un chien de petite taille. Leurs empreintes font dans les 3 cm.
Le pelage des muntjacs varie grandement entre les espèces, allant de orange-jaune vif pour le Muntjac indien et le Muntjac géant à brun-gris terne pour le Muntjac de Reeves ou le Muntjac de Fea voire encore brun foncé/noir pour le Muntjac noir. Le dessus du corps (dos) est généralement plus foncé que le dessous (ventre) qui est plus clair. À noter que le pelage peut aussi varier grandement entre les individus. Des cas d'individus de différentes espèces entièrement blancs, atteints d'albinisme, en captivité ou dans la nature ont aussi été reportés.
Les mâles ont des bois droits, courts et constitués d’un unique andouiller (d'une longueur d'environ 13 cm), portés par un pivot très long avec pas ou peu d'embranchements (2 maximum). Les bois, qui peuvent repousser, tombent après le rut lorsque la testostérone baisse. Les femelles, elles, ont juste des petits boutons osseux à l'emplacement desdits bois.
Comme pour toutes les autres espèces de cervidés (hormis le Caribou et l'Hydropote), il n'y a presque voire aucun dimorphisme sexuel hormis la présence ou l'absence de bois entre mâles et femelles respectivement.
Les muntjacs sont dotés de glandes (appelé larmiers) importantes devant les yeux, qui produisent des sécrétions liquides et odorantes, dont ils se servent pour marquer leur territoire sur des supports variés à leur hauteur.
L'une des principales caractéristiques des espèces de ce genre (partagées avec le Cerf d'eau et le Cerf huppé) est la présence de longues canines supérieures (souvent de 5 cm) parfois visibles et qui peuvent constituer un moyen de défense ou d’agression lors de combats entre individus pour l'accès aux femelles. Les muntjacs s'en servent également pour s'alimenter en grattant par exemple le sol pour déterrer des racines.
Cette caractéristique dentaire, comme pour les rayures chez les Equidés à titre de comparaison, est une caractéristique dite primitive chez les Cervidés, de même que l'apparence générale du corps. Ce qui fait que les muntjacs peuvent donner un aperçu assez global de l'apparence des premiers ancêtres de cet ordre apparus durant l'Eocène.

## Mœurs et écologie
Les Muntjacs sont des petits cervidés ongulés très communs et abondants et constituent dans la chaine alimentaire une source de nourriture importante de nombreux prédateurs, tel le Tigre, le Léopard, le Dhole, le Python réticulé, et plein d'autres, avec les rapaces qui sont souvent des menaces sérieuses pour les jeunes.
Ce sont des animaux inoffensifs, discrets, farouches, prudents, méfiants, timides, souvent sur le qui-vive et qui reste cachés la plupart du temps de la journée, ne s'activant généralement que lors des heures où les autres espèces sont moins en activité comme le matin, l'après-midi ou le soir. Ils ont des périodes d'activités, qui varient entre les espèces, souvent crépusculaire, mais aussi à la fois nocturnes et diurnes.
Les Muntjacs sont solitaires et ne se rencontrent que lors de la reproduction, mais il arrive que des groupes de 2 à quelque individus se forment temporairement et soient observés. De par leur position de petites proies, ils se déplacent la plupart du temps avec une locomotion lente afin de faire le moins de bruits possible. Ce sont des ongulés assez agiles qui savent parfaitement se déplacer, et fuir si besoin est, avec aisance dans le sous-bois à travers la végétation.
Les muntjacs peuvent vivre jusqu'à une dizaine d'années, souvent en captivité.
Bien qu'il restent principalement herbivores, les Muntjacs font partie des rares cervidés et ongulés à tendance omnivore, avec le Cerf huppé. Leur alimentation se constitue d'à peu près de tout ce qui se trouvent à la base du sol (écorces, feuilles, fruits, graines, noix, champignons, fleurs, racines, baies, herbes, bourgeons) avec pour principale nourriture les jeunes pousses d’arbres, comme les autres espèces de cervidés. À l'occasion, les Muntjacs mangent des œufs d'oiseaux se trouvant aux sol, des larves, et parfois des charognes lorsque l'occasion se présente, leur permettant l'obtention de certaines vitamines lors de carence. Leur plasticité alimentaire en font des espèces généralistes et opportunistes et leur fort taux de reproduction et d'adaptation à n'importe quel environnement en font des animaux capable de s'adapter aux changements, bien que la chasse intensive et la fragmentation de leur habitat restent des menacent sérieuses. Cela en fait aussi des espèces avec un fort potentiel invasif comme le démontre le Muntjac de Reeves dans les pays où il a été introduit.
Leur nom commun de «cerf aboyeur» leur vient de leur cris particulier. En effet, en cas de danger, de stress, ils émettent des cris très sonores ressemblant à des aboiements qui ont pour but de prévenir leurs congénères. Cette alarme est aussi comprise par d'autres espèces de cervidés et par divers autres animaux. A part cela, comme pour les autres cervidés, ce sont des ongulés généralement silencieux, mais qui peuvent émettre différentes vocalises selon les situations. Les cris sont marqués par de courtes pauses avec des intervalles qui s'allongent en période de rut pour les mâles. Lorsqu'elle se soumet avant de se reproduire, la femelle pousse une sorte de miaulement. Cependant, dans ce genre, la communication est surtout chimique, grâce la glande pré-orbitale pour marquer leurs territoires.
La majorité des connaissances actuelles sur les Muntjacs sont connues via le Muntjac de Reeves et le Muntjac indien, qui sont les deux espèces les plus communes et donc les plus étudiées jusqu'à présent, les autres espèces étant plus difficiles à observer et à étudier.

## Reproduction
Il n'y a pas de réel période de reproduction définie pour ces espèces et la reproduction se fait toute l'année. Cet absence de saisonnalité pour la reproduction est une particularité rare chez les cervidés et presque propre aux muntjacs.
Les femelles ont une gestation générale d'environ 7 mois et donnent naissance à un ou deux petits par an qui allaitent durant 2 mois et deviennent indépendants à l'âge de 6 mois. Ces derniers, comme les autres cervidés, sont tachetés à la naissance (à l'exception du Muntjac de Putao) et restent immobiles dans les fourrés en l'absence de leur mère.
La maturité sexuelle est assez précoce puisque les femelles peuvent se reproduire à l'âge de 7 à 8 mois et sont de nouveau réceptives quelques jours seulement après la mise-bas. Elle peut ainsi être presque constamment en gestation durant l'année.

## Religion
Dans certaines tribus mongoles, en Asie, le muntjac était vénéré comme une déité. Les populations locales voient aussi les muntjac comme des habitants mystérieux de la forêt et sont pour eux un véritable système d’alarme en ce qui concerne la présence d’un potentiel danger (prédateurs notamment).

## Évolution, études et chromosomes
D'après le registre fossile, les muntjacs ont commencé à apparaître il y a 15 à 35 millions d'années, durant l'Eocène, avec une origine européenne à l'instar des Pangolins par exemple, des restes ayant été trouvés aussi dans des gisements datant du Miocène en France, en Allemagne ou encore en Pologne avec une espèce nommée Euprox furcatus. D'autres espèces éteintes apparentées existent comme le Dicrocerus elegans.

### Anomalie sanguine (drépanocytose)
Comme chez certains humains victimes de drépanocytose, les globules rouges de plusieurs espèces de cerfs muntjacs peuvent prendre des formes très anormales.
Ce fait est connu depuis plus d'un siècle, mais c'est récemment (2017) et chez ces muntjacs qu'a été découvert le changement moléculaire expliquant cette anomalie (découverte chez divers cervidés mais pas chez les orignaux ni chez les rennes et les wapitis nord-américains), ce qui a permis de résoudre une question scientifique non résolue depuis 1840.

Ceci pourrait aider à comprendre comment et pourquoi les porteurs humains d'anémie falciforme (mutation de la structure de l'hémoglobine) sont protégées du paludisme.
Une mutation provoque la synthèse de β-globine (l'un des deux types de protéines qui permettent l'adhérence entre molécules d'hémoglobine). L'hémoglobine forme alors des fibres rigides, lesquelles peuvent fortement déformer les globules rouges (qui perdent leur forme de disque pour prendre la forme de croissants ou de structures épineuses anormales. Les porteurs humains de cette anomalie peuvent souffrir de fatigue chronique, de douleurs et de dommages aux organes en raison de leur charge sanguine en globules rouges déformés mais aussi plus fragiles, lesquels bloquent les petits vaisseaux sanguins ou éclatent ; en Amérique du Nord ils vivent rarement plus de 50 ans mais il a été constaté que le gène défectueux (de la β-globine) semble commun dans les parties du monde où le paludisme est répandu. Ceci pourrait résulter de la sélection naturelle car ceux qui n'ont qu'une seule copie défectueuse du gène sont naturellement protégés du paludisme, sans que l'on ait encore compris comment.

Chez les cervidés falciformes, une mutation concerne un acide aminé (acide glutamique remplacé par une valine).

Le même échange d'acides aminés se produit dans la forme défectueuse de l'hémoglobine qui déclenche l'anémie falciforme mais à un emplacement différent dans la molécule.
Curieusement, contrairement à ce que l'on observe chez les humains, les cerfs produisant des globules rouges falciformes semblent en parfaite santé et vivent sans problème (ou les inconvénients de la maladie sont compensés par des avantages car la version anormale du gène pourrait dater d'il y a au moins 10 millions d'années... ou les inconvénients n'ont pas encore été identifiés). L'étude doit se poursuivre avec des tests pour voir si les animaux mutants résistent mieux à certains parasites. Chez l'homme l'anomalie de forme apparaît quand le taux d'oxygène sanguin est bas, alors que c'est l'inverse chez le muntjac.
Dans tous les cas, cette découverte fait des espèces de Muntjacs des organismes modèles.

### Variations chromosomiques
Ce genre, et les espèces qui le compose, est d'un grand intérêt pour les études évolutives en raison de la variabilité des chromosomes parfois brut entre les espèces. Notamment, le muntjac indien, M. muntjak, est actuellement le mammifère avec le plus petit nombre de chromosomes enregistré : le mâle ayant un nombre de diploïde de seulement 7 et la femelle en ayant seulement 6 pour trois paires. Le muntjac de Reeves, M. reevesi, en comparaison, possède 46 chromosomes au total.

## Liste des espèces
Ce genre comprend actuellement onze espèces :
- Muntiacus atherodes Groves & Grubb, 1982
- Muntiacus crinifrons (Sclater, 1885)
- Muntiacus feae (Thomas & Doria, 1889)
- Muntiacus gongshanensis Ma, 1990
- Muntiacus muntjak (Zimmermann, 1780)
- Muntiacus puhoatensis Trai, 1997
- Muntiacus putaoensis Amato, Egan & Rabinowitz, 1999
- Muntiacus reevesi (Ogilby, 1839)
- Muntiacus rooseveltorum Osgood, 1932
- Muntiacus truongsonensis (Giao, Tuoc, Dung, Wikramanayake, Amato, Arctander & Mackinnon, 1997)
- Muntiacus vuquangensis ou Muntjac géant (Tuoc, Dung, Dawson, Arctander & Mackinnon, 1994)[5],[6]

Du fait de la nature et des mœurs des espèces du genre, qui n'interagissent que rarement avec l'homme, beaucoup restent peu étudiées. La taxonomie et la reconnaissance de certaines espèces est difficile à établir. Par exemple, des études génétiques ont montré que le Muntjac de Gongshan était très étroitement lié au Muntjac noir, au point que certains scientifiques pensent qu'il s'agisse d'une seule et même espèce, bien que cette perspective soit très controversée.
Certains muntjacs peuvent être considérées, selon les classifications, comme des espèces à part entière ou des sous-espèces d'autres muntjacs, comme le Muntjac de Roosevelt qui est parfois présenté comme une sous-espèce du Muntjac de Fea, bien qu'il soit généralement accepté comme une espèce à part.
En 2003, Groves propose une nouvelle espèce possible : Muntiacus vaginalis, après avoir séparé les populations continentales du Muntjac indien, Muntiacus muntjak, avec celles des îles de Malaisie et d'Indonésie bien que de plus amples recherches soit nécessaires à la validation de cette sous-espèce comme espèce à part entière.
La plupart des espèces n'ont pas de sous-espèces connues, seul le Muntjac de Reeves a 3 sous-espèces tandis que le Muntjac indien en a plus de 15 reconnues (bien que certaines soient controversées, notamment le Muntjac de Sumatra, M. m. montanus, découvert en 1914, perdue de vu en 1930 et redécouvert dans le parc national de Kerinci Seblat, à Sumatra, en Indonésie, en 2002),,.
La plupart des espèces ont été scientifiquement découvertes (mais déjà connues des locaux) au cours du XXe siècle, beaucoup au début de cette période mais certaines à la fin du siècle comme le Muntjac géant en 1994 ou encore le Muntjac de Truong Son et le Muntjac de Putao en 1997. La plupart n'ont d'ailleurs fait l'objet que de rares observations durant cette période (avec parfois une ou deux observations seulement, voir aucune pendant des décennies) et les connaissances sur un bon nombre d'espèces restent très faibles, comme le Muntjac noir (le moins connus des muntjac jusqu'à 1975) ou encore le Muntjac de Roosevelt découvert en 1929 et plus revu pendant au moins 82 ans avant que de possibles spécimens soient redécouverts via des pièges photographiques au Vietnam. Ce n'est que vers la seconde moitié du XXe siècle, avec l'avancée des technologies actuelles, que les recherches et études scientifiques sur les muntjacs s’accentuent, mais les connaissances actuelles restent encore très fragmentaires.

## Systématique
Le nom scientifique complet (avec auteur) de ce taxon est Muntiacus Rafinesque, 1815.
Muntiacus a pour synonymes :
- Caninmuntiacus Giao, Tuoc & Eric
- Muntjaccus Rafinesque, 1815

## Conservation et protection
La plupart des espèces, en vue de leur biologie et écologie, sont répertoriées comme préoccupation mineure par l'UICN ou Données insuffisantes. En effet, le statut de conservation de chaque espèce est difficile à établir à cause de leur mœurs qui font qu'elles n'interagissent que rarement avec l'homme. La plupart des observations se font par piège photographique et caméras ou encore par la découverte de carcasses d'individus (comme pour le Muntjac de Putao qui a été découvert par ce biais par Alan Rabinowitz en 1997).
On pense cependant qu'en vue de la petite taille des aires de répartition connues actuellement de plusieurs espèces ainsi que de par la chasse intensive qui sévit dans la zone géographique que sont les forêts denses et parfois encore inexplorées d'Asie du Sud-Est, la plupart des espèces sont actuellement menacées. Il est cependant possible, d'après certaines recherches, que les aires de répartition de plusieurs espèces non-évaluées soient plus étendues qu'on ne le pense, de même que le nombre d'individus des populations concernées.
Le statut actuel de chaque espèce est le suivant :
- le muntjac de Reeves et le muntjac indien sont classés comme préoccupation mineure ;
- le muntjac noir, le muntjac jaune de Bornéo et le muntjac géant sont quant à eux classés respectivement en tant que Vulnérable, Quasi menacé et En danger critique d'extinction ;
- le muntjac de Fea, le muntjac de Gongshan, le muntjac de Putao, le muntjac de Pu Hoat, le muntjac de Roosevelt et le Muntjac du Truong Son sont classés comme Données insuffisantes.